# 瑟爾尼察

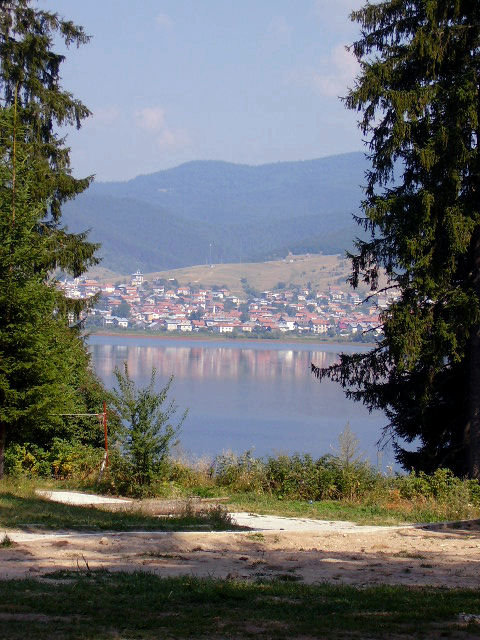

瑟爾尼察是保加利亞的城鎮，位於該國南部，距離韋林格勒48公里，由帕扎爾吉克州負責管轄，面積112.38平方公里，海拔高度1,250米，2010年人口3,603，居民主要信奉伊斯蘭教。
41°44′N 24°02′E / 41.733°N 24.033°E